# Bahā al-dīn al-Āmilī

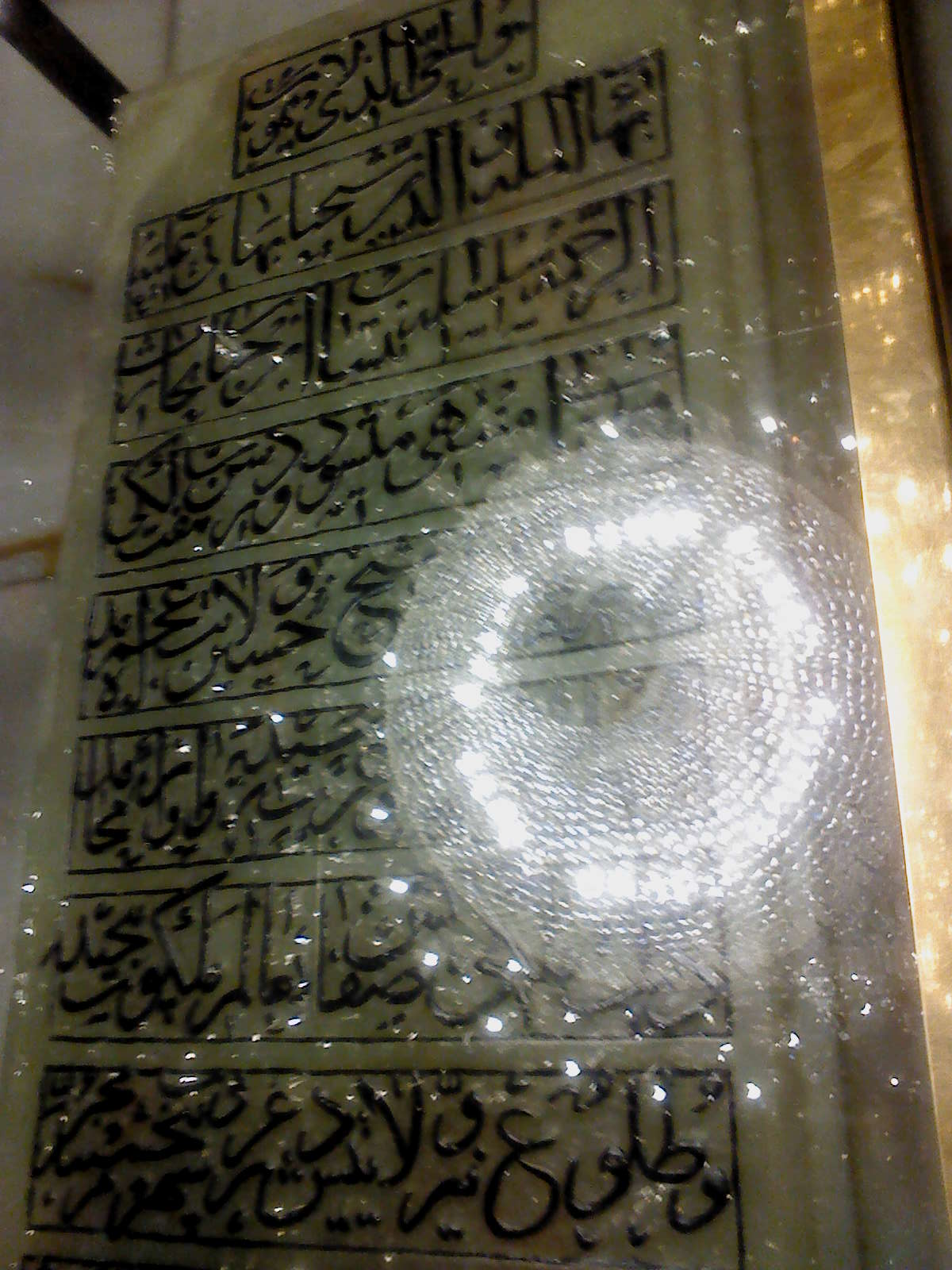
Tumba de Shaykh Bahai

Bahāʾ al‐Dīn Muḥammad ibn al-Ḥusayn al‐ʿĀmilī (también conocido como el Jeque de Baha'i, 18 de febrero de 1547 – 1 de septiembre de 1621) fue un erudito islámico chiita, filósofo, arquitecto, matemático, astrónomo y poeta  árabe que vivió a finales del siglo XVI y principios del siglo XVII en Safavid Irán. Nació en Baalbek, Otomano Siria (actual Líbano), pero emigró en su infancia a Safavid, Irán con el resto de su familia. Él fue uno de los primeros astrónomos en el mundo islámico en sugerir la posibilidad del movimiento de la Tierra antes de la propagación de la teoría de Copérnico.
Escribió más de 100 tratados y libros de diferentes temas. Está enterrado en el santuario Imam Reza en Mashad, Irán.

## Biografía
Shaykh Baha' al-Din (también deletreado Baha'uddin) Muhammad ibn al-Husayn al-'Amili nació cerca de Baalbek, en la Siria Otomana (actual Líbano), en 1547. Después de la ejecución de al-Shahid al-Tani, en 1558, el mentor de su padre, él y su familia se trasladaron al vecino Imperio safávida; inicialmente a Isfahán, y de allí a Qazvín, la entonces capital real iraní. En ese momento, el reino safávida era gobernado por el rey Tahmasp I (r. 1524-1576). Tahmasp I nombró al padre de Shaykh Bahāʾī  a servir como Sheij al-Islām en varias importantes ciudades con el fin de propagar el shi'ismo entre la población.
Shaykh Bahāʾī completó sus estudios en Isfahán. Teniendo la intención de viajar a la Meca en el año de 1570, visitó muchos países islámicos, incluyendo Irak, Siria y Egipto, y después de pasar cuatro años, regresó a Irán.
Shaykh Bahāʾī murió en 1621 en Isfahán. Su cuerpo fue enterrado en Mashhad de acuerdo a su voluntad.

### Nombre de pluma
Según el erudito Bahá'í 'Abdu'l-Hamíd Ishráq-Khávari, Shaykh Baha' al-Din adoptó el nombre de pluma (takhallus) 'Baha' después de haber sido inspirado por las palabras de los Imam chiíes, Muhammad al-Baqir (quinto Imam) y el Imam Ya'far as-Sadiq (sexto Imam), que dijeron que el Más grande Nombre de Dios estaba incluido en Du'ay-i-Sahar o Du'ay-i-Umm-i-Daud. En el primer versículo de la Du'ay-i-Sahar, una oración del amanecer para el Ramadán, el nombre de "Bahá" aparece cuatro veces: "Allahumma inni como 'aluka min Bahá' ika bi Abháh va kulla Bahá' ika Bahí".
Sus descendientes viven hoy en todo Irán con una mayor concentración en la ciudad de Isfahán. El nombre de la nueva generación de su familia es "Jabalameli" o "Jabal Ameli", que atribuye su origen a la tierra que era de Jabal Amel. Se benefician de una reputación élite en teología, ciencia y medicina.

## Astronomía y matemáticas
Su interés en las ciencias es también evidente por algunas de sus obras y tratados, a pesar de que muchos de sus tratados astronómicos aún no se han estudiado. Probablemente escribió  17 tratados y libros sobre astronomía y temas relacionados. Las siguientes son algunas de sus obras en la astronomía:
- Risālah dar ḥall‐i ishkāl‐i ʿuṭārid wa qamar (Tratado sobre los problemas de la Luna y Mercurio), en el intento de resolver las inconsistencias del sistema Ptolemaico en el contexto de la astronomía Islámica.
- Tashrīḥ al‐aflāk (Anatomía de las esferas celestes), un resumen teórico de la astronomía, donde afirma la opinión que apoya la posición de rotación de la Tierra. Fue uno de los astrónomos islámicos en defender la viabilidad de la rotación de la Tierra en el siglo XVI, independientemente de las influencias Occidentales.[6]
- Kholasat al-Hesab (La summa de aritmética) fue traducido al alemán por G. H. F. Nesselmann y publicado a inicios del año 1843.[7]

## Jurisprudencia Imami
En la tradición Imami, es considerado como un líder experto de su edad y un muyaddid del siglo XVII Su erudición le ganó la admiración de Shah Abbas, y fue nombrado Sheikh ul-Islam de Isfahán después de la muerte del anterior titular. Compuso obras en tafsir, hadith, gramática y fiqh (jurisprudencia).

## Misticismo
Shaykh Baha' al-Din fue también un adepto de la mística. Habría mostrado una clara inclinación Sufi por la que fue criticado por Mohammad Baqer Majlesi. Durante sus viajes, llevaba ropa de derviche y frecuentaban a los Sufis. En el trabajo denominado "Resāla fi l-waḥda al-wojūdīya" (Exposición del concepto de Wahdat al-Wujud (Unidad de Existencias), afirmó que los sufíes eran los verdaderos creyentes, llamados para una evaluación imparcial de sus expresiones, y se refiere a sus propias experiencias místicas. Su poesía persa también está repleta de alusiones místicas y símbolos. Al mismo tiempo, hizo un llamado al estricto cumplimiento de la Sharia como requisito previo para embarcarse en la Tariqa y no mantener una visión elevada del misticismo antinómico.